# La Loi des Judoons
La Loi des Judoons est le premier épisode de la troisième saison de la deuxième série de la série télévisée britannique Doctor Who. Son titre sur l'édition DVD française est Smith & Jones.

## Accroche
Martha Jones travaille au Royal Hope Hospital. Ce matin-là, elle est témoin de phénomènes étranges, en se rendant à l'hôpital autant que durant les consultations, jusqu'au moment où c'est l'hôpital tout entier qui se retrouve sur la Lune. Tout le personnel et les patients sont pris, inspectés et catalogués par les brutaux Judoons, une race d'extra-terrestres assimilée à des mercenaires. Ils recherchent un autre extra-terrestre qui aurait trouvé refuge dans l'hôpital...

## Distribution
- David Tennant : Le Docteur
- Freema Agyeman : Martha Jones
- Anne Reid : Florence Finnigan
- Roy Marsden : M. Stoker
- Adjoa Andoh : Francine Jones
- Gugu Mbatha-Raw : Tish Jones
- Reggie Yates : Leo Jones
- Trevor Laird : Clive Jones
- Kimmi Richards : Annalise
- Ben Righton : Morgenstern
- Vineeta Rishi : Julia Swales
- Paul Kasey : capitaine des Judoons
- Nicholas Briggs : voix des Judoons

## Résumé
Martha Jones rencontre le Docteur en se rendant à l'hôpital pour travailler. Celui-ci enlève sa cravate et la met dans la poche de Martha.
Alors que le directeur de l'hôpital donne des leçons de médecine à Martha et un groupe d'étudiants, un orage apparaît au-dessus de l'hôpital sans recouvrir la ville. La pluie qui tombait sur le bâtiment se met à remonter les fenêtres comme si la gravité avait été inversée. Martha et ses collègues se rendent alors compte que l'édifice a atterri sur la Lune. C'est là que le Docteur et Martha font plus ample connaissance (Martha avait précédemment examiné "M. Smith", et avait entendu avec stupéfaction ses deux cœurs battre).
Les Judoons, une race extra-terrestre à tête de rhinocéros, sont responsables du déplacement de l'hôpital : ils recherchent un alien qui aurait tué une personne importante. Ils vont scanner les patients et les internes pour trouver le « non-humain » parmi eux. Pendant ce temps, une patiente (Mme Finnigan) profite de la confusion pour séquestrer le directeur de l'hôpital dans son propre bureau pour boire son sang afin de s'attribuer l'ADN humain et échapper au contrôle des Judoons. On apprend qu'elle est membre de la race des Plasmavores un peu plus tard.
Les Judoons décident d'augmenter leurs scanners au niveau 2. Le Docteur, scanné précédemment comme humain (après avoir embrassé Martha), essaie de leur échapper et découvre que Mme Finnigan est la meurtrière que les Judoons recherchent. Il entreprend de la retrouver et lui explique que les Judoons ont augmenté la puissance de leurs scanners au niveau 2. Elle décide alors de boire le sang du Docteur, le croyant humain. Grâce à Martha, les Judoons la scannent et comprennent que c'est elle qu'ils recherchent et l'exécutent. Le Docteur, après avoir sauvé l'hôpital, explique à Martha qu'il voyage dans le temps, mais elle ne le croit pas. Il remonte alors le temps jusqu'au début de l'épisode (pour venir enlever sa cravate devant Martha dans la rue) et revient au temps présent avec sa cravate détachée. Martha comprend qu'il ne ment pas et le Docteur l'invite à faire un voyage dans le temps et l'espace à bord de son vaisseau, le TARDIS (Time And Relative Dimension In Space ; Temps A Relativité Dimensionnelle Inter Spatiale).

## Continuité
- Occurrence du mot « Saxon » : ce mot est le nouveau « fil rouge » de la saison. Quelqu'un le cite à la radio en disant que ses théories sont vérifiées. On trouve aussi trois affiches « Vote Saxon » sur les murs près de l'endroit où le TARDIS atterrit à la fin de l'épisode (on trouvait la même affiche dans l'épisode Capitaine Jack Harkness de la série Torchwood).
- On découvre trois nouvelles races extraterrestres : les Judoons, sorte de policiers mercenaires de l'espace, les Plasmavores, sorte de race extra-terrestre capable de changer d'apparence, et les Slabs, sorte d'esclaves.
- John Smith est un pseudonyme que se choisit couramment le Docteur (ex. : L'École des retrouvailles). Ce pseudonyme est souligné par le titre original de l'épisode.
- Le Docteur porte la même robe de chambre que celle que Jackie lui avait donnée dans L'Invasion de Noël.
- Le Docteur est heureux de voir une boutique dans l’hôpital. Il se plaignait d'une absence de boutique de souvenirs dans l’hôpital d'Une nouvelle Terre.
- On retrouve au détour d'une remarque, une nouvelle fois, la préférence du Docteur pour les bananes.
- C'est le premier épisode où le Docteur « casse » son tournevis sonique.